# Якщо ми разом
Якщо ми разом (азерб. Əgər Bir Yerdəyiksə) — азербайджанський радянський художній фільм, знятий у 1975 році на кіностудії «Азербайджанфільм».

## Сюжет
До професора Рагімова приїжджає його фронтовий товариш, який хоче влаштувати свого сина Расіма в інститут на спеціальність лікаря. Однак Расім, не кажучи своєму батькові, поступає в професійне училище на нафтовика, де він зустрічає людей, які стали для нього відданими друзями і кохану дівчину…

## У ролях
- Григорій Наджафов — Расім Мамедов
- Рита Амірбекова — Солмаз
- Вагіф Мустафаєв — Васіф
- Октай Міркасімов — Аріф Гумбатов
- Акіф Магеррамов — Мамед Агаєв
- Станіслав Крючников — Михайло
- Мухтар Манієв — Муса
- Дадаш Казимов — Мехті
- Джахангір Асланогли — Нариман Рагімов

## Знімальна група
- Сценарист: Октай Оруджев
- Режисер: Рафік Дадашев
- Режисер-постановник: Володимир Симаков
- Оператор-постановник: Едуард Галакчиєв
- Художник-постановник: Фікрет Ахадов
- Композитор: Леонід Вайнштейн
- Звукооператор: Агагусейн Керімов